# بيري بيرناسون
كانت بيرينثيا «بيري» بيرينسون-بيركنز ( née Berenson ؛ 14 أبريل 1948-11 سبتمبر 2001) مصورة وممثلة وعارضة أزياء أمريكية. توفي بيرينسون ، الذي كان متزوجًا من الممثل أنتوني بيركنز من عام 1973 حتى وفاته في عام 1992 ، في هجمات 11 سبتمبر كأحد ركاب رحلة الخطوط الجوية الأمريكية 11 .

## روابط خارجية
- بيري بيرناسون في قاعدة بيانات الأفلام على الإنترنت
- بيري بيرناسون  على موقع أول موفي
- عدة قصص إخبارية عن بيري بيرينسون